# Pisanianura
Pisanianura is een geslacht van weekdieren uit de klasse van de Gastropoda (slakken).

## Soorten
- Pisanianura breviaxe (Kuroda & Habe, 1961)
- Pisanianura craverii (Bellardi, 1873) †
- Pisanianura grimaldii (Dautzenberg, 1899)
- Pisanianura inflata (Brocchi, 1814) †
- Pisanianura spiralis (P. Marshall, 1918) †